# Stanko Frank
Stanko Frank, hrvaški pravnik, * 30. junij 1883, Osijek, † 11. november 1953, Zagreb.
Doktoriral je leta 1907 na Pravni fakulteti v Zagrebu. Leta 1921 in 1922 je študiral  na pravni in filozofski fakulteti v Frankfurtu in Dunaju. Na Pravni fakulteti v Zagrebu je leta 1924 postal izredni, leta 1925 pa redni profesor kazenskega prava, kazenskega postopka in pravne filozofije. Pravno filozofijo je predaval do leta 1937, kazenski postopek pa do leta 1940, ko je bil upokojen. Po koncu 2. svetovnne vojne je na Pravni fakuleti v Zagrebu predaval o vzrokih, pojavnih oblikah in posledicah kriminalitete. Objavil je več monografij, razprav, znanstvenih in stokovnih člankov, posebno s področja kazenskega prava.